# The Fray (album)
The Fray è il secondo album in studio del gruppo musicale statunitense omonimo, pubblicato il 3 febbraio 2009. Il primo singolo estratto dall'album è You Found Me,  utilizzato dalla ABC per la promozione di un suo serial, Lost.

## Tracce
1. Syndicate – 3:31
2. Absolute – 3:47
3. You Found Me – 4:04
4. Say When – 5:02
5. Never Say Never – 4:16
6. Where The Story Ends – 3:57
7. Enough For Now – 4:14
8. Ungodly Hour – 5:04
9. We Build Then We Break – 3:48
10. Happiness ([6]) – 5:22

Edizione deluxe
1. Heartless (Cover di Kanye West) – 4:16
2. Never Say Never (Live with the London Quartet) – 4:21
3. You Found Me (Live with the London Quartet) – 4:05
4. Where the Story Ends (Piano Version) – 3:20
5. Fair Fight (Live) – 3:08
6. Be The One (New song demo) – 3:30
7. Uncertainty – 3:16
8. How To Save A Life (Live from Webster Hall) – 4:58

Traccia bonus di iTunes
1. Fair Fight ([7])

Edizione deluxe tracce bonus di iTunes
1. Where The Story Ends (Piano Version)
2. Absolute (Acoustic Version)
3. You Found Me (Acoustic Version)
4. Fair Fight
5. Uncertainty
6. You Found Me (Video)
7. You Found Me (Making the Video)
8. Making The Album (Video)

Pre-Order Traccia bonus di iTunes (Per entrambe le edizioni iTunes)
1. Enough For Now (Acoustic Version)